# 瓦尔特·冯克

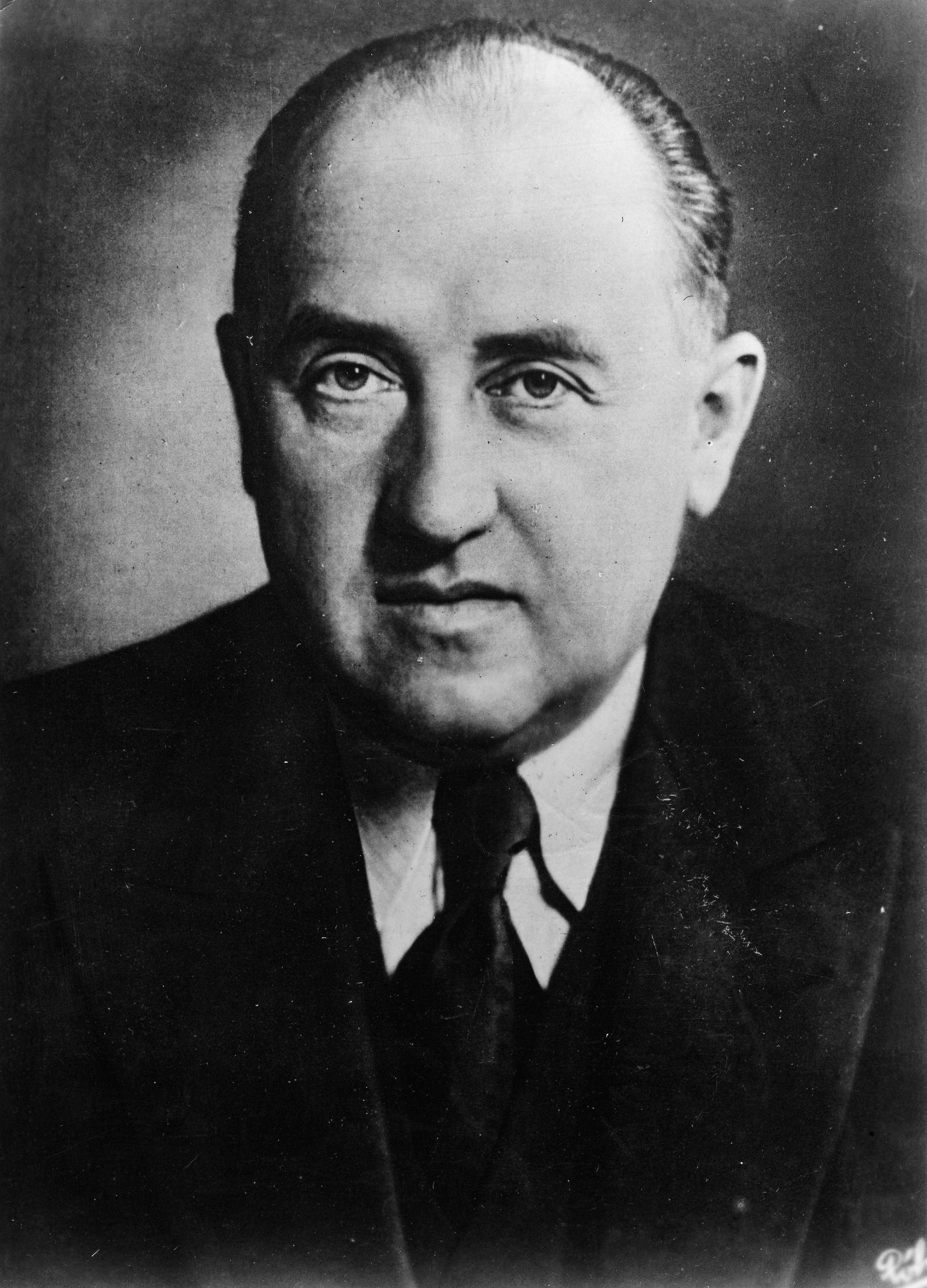
瓦尔特·冯克

瓦尔特·冯克（德語：Walther Funk，1890年8月18日—1960年5月31日），德国经济学家、前纳粹高官，曾担任纳粹德国经济部部长、政府新闻总署和宣传部负责人、战争经济全权委员会、德国国家银行总裁。纽伦堡审判中被判终身监禁，1957年因病獲釋。